# Behind the Light
Behind the Light è il secondo album in studio del cantante statunitense Phillip Phillips, pubblicato nel maggio 2014.

## Tracce
1. Searchlight – 4:12
2. Raging Fire – 3:45
3. Trigger – 3:59
4. Lead On – 3:14
5. Alive Again – 3:07
6. Open Your Eyes – 4:11
7. Fool for You – 3:32
8. Thicket – 5:02
9. Fly – 4:54
10. Unpack Your Heart – 3:16
11. Face – 3:55
12. Midnight Sun – 3:21

## Classifiche
| Classifica (2014) | Posizione massima |
| ----------------- | ----------------- |
| Stati Uniti       | 7                 |